# Клавирска литература
Клавирска литература (или клавирски репертоар) обухвата целокупност музичких дела написаних за клавир, било као соло инструмент, у камерним ансамблима (нпр. клавирски трио, квинтет, сонате за виолину/виолончело и клавир) или као солистички инструмент уз оркестар (концерт за клавир и оркестар). Термин се најчешће односи на репертоар писан специфично за клавир какав познајемо од краја 18. века, али често укључује и дела писана за његове претходнике (чембало, клавикорд, фортепијано), која се данас стандардно изводе на модерном клавиру.
Клавирска литература представља један од најбогатијих и најразноврснијих репертоара у историји западне уметничке музике, покривајући период од барока до данас и обухватајући огроман број жанрова и стилова.

## Дефиниција и обим
Под клавирском литературом подразумевају се сва дела у којима клавир има водећу или равноправну улогу. Иако се понекад термин користи уже, само за дела за соло клавир, у ширем смислу он укључује:
- Дела за соло клавир: Најобимнији део репертоара (сонате, етиде, прелудијуми, фуге, варијације, ноктурна, валцери, мазурке, полонезе, импромптији, баладе, скерца, свите, фантазије, токате, карактерни комади итд.).
- Дела за камерну музику са клавиром: Композиције за клавир и један или више других инструмената (виолина, виолончело, виола, флаута, кларинет итд.) или глас (соло песме). Овде спадају сонате за инструмент и клавир, клавирски трији, квартети, квинтети.
- Дела за клавир и оркестар: Пре свега клавирски концерти, али и друге форме попут концертних фантазија, варијација итд.
- Дела за два клавира или клавир четвороручно.

## Историјски преглед

### Претече (Барокна музика за инструменте са диркама)
Иако је клавир настао тек почетком 18. века, његова литература се надовезује на богату традицију музике за инструменте са диркама из периода барока (чембало, клавикорд, оргуље). Дела композитора као што су Јохан Себастијан Бах (нпр. Добро темперовани клавир, Голдберг варијације, свите, токате), Георг Фридрих Хендл (свите), Доменико Скарлати (огроман опус соната за чембало), Франсоа Купрен и Жан-Филип Рамо чине темељ клавирског репертоара и данас се редовно изводе на клавиру.

### Класични период
Са усавршавањем клавира крајем 18. века (Фортепијано), композитори почињу интензивно да пишу специфично за овај инструмент, користећи његове динамичке могућности. Ово је период развоја клавирске сонате и клавирског концерта као централних жанрова. Кључни композитори су:
- Јозеф Хајдн: Бројне сонате које прате развој од чембалистичког ка клавирском стилу.
- Волфганг Амадеус Моцарт: Солистичке сонате, фантазије, варијације и антологијски концерти за клавир и оркестар.
- Муцио Клементи: Значајан композитор соната и етида, важан за развој клавирске технике.
- Лудвиг ван Бетовен: Представља врхунац класичног и почетак романтичарског клавирског стила. Његове 32 клавирске сонате (укључујући Патетичну, Месечеву, Валдштајн, Апасионата, Хамерклавир) и 5 клавирских концерата представљају камен темељац целокупног репертоара.[2]

### Романтични период
Ово је "златно доба" клавира и клавирске литературе. Инструмент је технички усавршен, а композитори истражују његове експресивне и виртуозне могућности до крајњих граница. Развијају се нови жанрови, посебно карактерни комади – краће форме које дочаравају одређено расположење или слику. Најзначајнији композитори:
- Франц Шуберт: Сонате, импромптији, музички моменти.
- Феликс Менделсон: Песме без речи, варијације, концерти.
- Роберт Шуман: Циклуси карактерних комада (Карневал, Дечје сцене, Кројслеријана), сонате, концерт.
- Фредерик Шопен: Композитор који је готово целокупан опус посветио клавиру. Ненадмашан у жанровима као што су ноктурна, етиде, прелудијуми, валцери, мазурке, полонезе, баладе, скерца; написао је и сонате и концерте.
- Франц Лист: Један од највећих пијаниста свих времена, створио изузетно виртуозна дела (Мађарске рапсодије, Трансценденталне етиде, Године ходочашћа), соната, концерти, као и бројне транскрипције других дела.
- Јоханес Брамс: Сонате, варијације (на Хендлову и Паганинијеву тему), позни интермеци, каприча, рапсодије, два концерта.
- Други значајни композитори: Петар Иљич Чајковски, Едвард Григ, Антоњин Дворжак, Модест Мусоргски.[3]

### Импресионизам и почетак 20. века
Композитори истражују нове звучне боје и хармонске могућности клавира.
- Клод Дебиси: Ствара нови клавирски звук богат бојама и атмосфером (Прелудијуми, Бергамаска свита (са Месечином), Дечји кутак, Слике, Етиде).
- Морис Равел: Мајстор оркестрације и клавирске фактуре (Игра воде, Огледала, Гаспар ноћи, Купренов гроб, концерти).
- Ерик Сати: Познат по ексцентричним и једноставним комадима (Гимнопедије, Гносијене).
- Александар Скрјабин: Развијао сопствени мистични стил и хармонски језик (сонате, прелудијуми, етиде).
- Сергеј Рахмањинов: Настављач романтичарске традиције, познат по концертима, прелудијумима, етидама-сликама.

### Од 20. века до данас
Клавирска литература 20. века и савременог доба изузетно је разнолика. Неки од кључних праваца и композитора:
- Неокласицизам и утицај фолклора: Игор Стравински, Бела Барток (Микрокосмос, соната, концерти), Сергеј Прокофјев (сонате, концерти).
- Додекафонија и серијализам: Композитори Друге бечке школе (Арнолд Шенберг, Албан Берг, Антон Веберн).
- Послератна авангарда: Пјер Булез, Карлхајнц Штокхаузен, Ђерђ Лигети (чувение Етиде), Џон Кејџ (дела за препарирани клавир).
- Минимализам: Филип Глас, Стив Рајх.
- Бројни други значајни композитори: Дмитриј Шостакович (прелудијуми и фуге), Оливије Месијан, Софија Губајдулина и многи савремени аутори.

## Клавирска литература у Србији
Српски композитори су такође дали значајан допринос клавирској литератури, посебно од друге половине 19. века:
- Корнелије Станковић: Сматра се утемељивачем српске уметничке музике, писао клавирске минијатуре и обраде народних мелодија.
- Стеван Мокрањац: Иако најпознатији по хорској музици, написао је неколико клавирских минијатура.
- Петар Коњовић, Милоје Милојевић, Стеван Христић: Композитори прве половине 20. века који су писали клавирске комаде, често инспирисане фолклором или импресионизмом.
- Марко Тајчевић: Познат по Балканским играма за клавир.
- Станојло Рајичић: Компоновао више клавирских концерата и соло дела.
- Василије Мокрањац: Истакнути симфоничар, али и аутор значајних клавирских дела (етиде, сонатине).
- Дејан Деспић: Плодан композитор са бројним делима за клавир, укључујући и педагошку литературу.
- Савремени композитори: Исидора Жебељан, Александар Вујић, Иван Јевтић, Светислав Божић и други такође пишу за клавир.

## Значај у музичком животу
Клавирска литература чини окосницу концертног живота (пијанистички реситали, камерни концерти, симфонијски концерти са клавиром као солистичким инструментом). Такође, она је незаобилазни део музичког образовања – од почетничке наставе до највишег професионалног нивоа. Огроман опус дела различитих тежина и стилова омогућава постепено савладавање инструмента и упознавање са развојем музичке уметности. Међународна клавирска такмичења играју важну улогу у афирмацији младих пијаниста и промоцији клавирског репертоара.